# 엄마없는 하늘아래 2
《엄마 없는 하늘 아래 2》는 한국에서 제작된 이원세 감독의 1977년 가족, 드라마 영화이다. 박근형 등이 주연으로 출연하였고 한갑진 등이 제작에 참여하였다.

## 출연

### 주연
- 박근형

### 조연
- 윤미라
- 김재성
- 이경태
- 김현상

## 기타
- 원작자: 김영출
- 조명: 이억만
- 조연출: 한영열
- 녹음: 손인호
- 미술: 조경환
- 소품: 박채용